# Calotes grandisquamis
Calotes grandisquamis är en ödleart som beskrevs av  Günther 1875. Calotes grandisquamis ingår i släktet Calotes och familjen agamer. Inga underarter finns listade.